# Thomas Arbousset

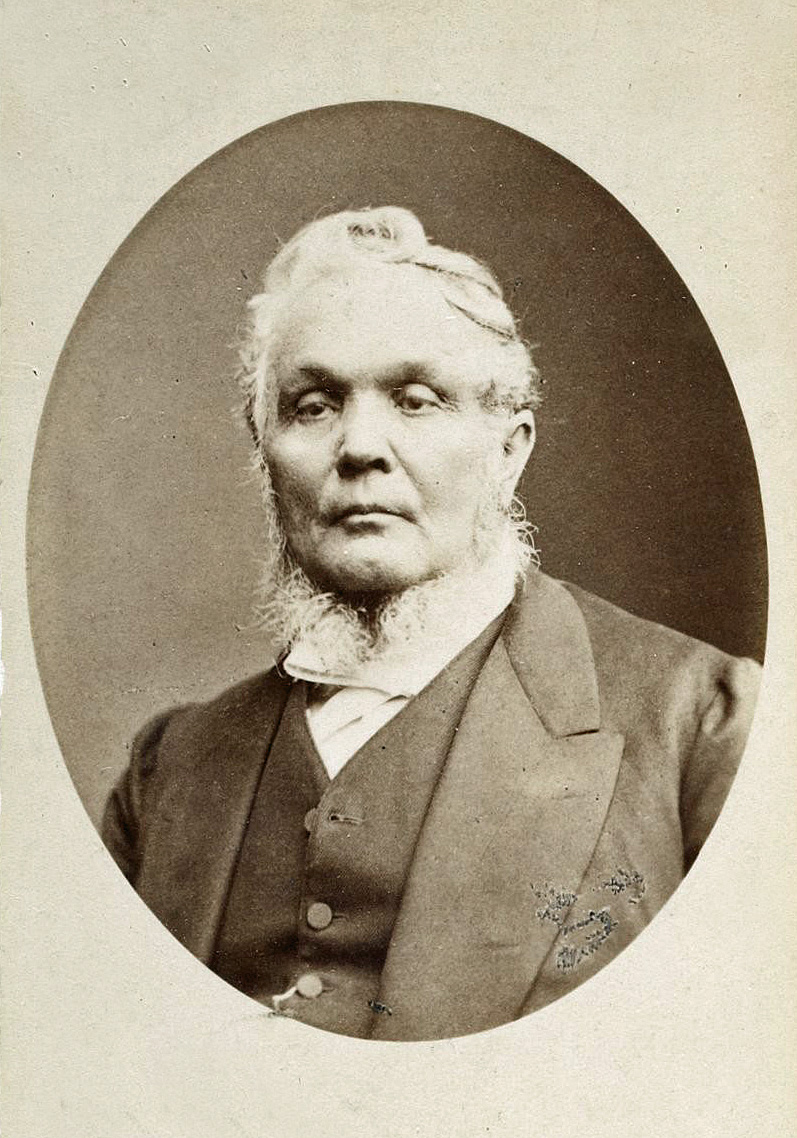
Arbousset, ca. 1870 bis 1877, Fotografie von G. Jally, Paris

Thomas Jean Arbousset (* 13. Januar 1810 in Pignan (Hérault); † 29. September 1877 in Saint-Sauvant (Vienne)) war ein protestantischer französischer Missionar, der lange bei den Basotho im heutigen Lesotho wirkte. Er gehörte dort 1833 zu den ersten Missionaren der Société des missions évangéliques de Paris (SMEP). Die von ihm und seinen Kollegen gegründete Kirche ist heute als Lesotho Evangelical Church in Southern Africa nach der katholischen Kirche die zweitgrößte Glaubensgemeinschaft Lesothos.

## Leben
Thomas Arbousset wurde als neuntes von 13 Kindern geboren. Er beschloss, Missionar zu werden, nachdem er einem blinden Nachbarn aus der Bibel vorgelesen und ihm von den Verfolgungen früherer Hugenotten erzählt hatte. Ein Aufenthalt in Mazères bei Pastor Gachon, der ein großer Bewunderer der Herrnhuter Brüdergemeine und ihrer Missionstätigkeit war, bekräftigte ihn in seinem Entschluss.
Arbousset studierte von 1829 bis zum Sommer 1832 im Maison des missions de Paris. Unter anderem belegte er Kurse in Linguistik und Landwirtschaft und wurde von einem Zimmermann und einem Schlosser unterrichtet. Die SMEP beschloss, ihn in das südliche Afrika zu entsenden. Im Dezember 1832 segelte er mit seinen Kollegen Eugène Casalis und dem Handwerker und Laienmissionar Constant Gosselin vom englischen Gravesend Richtung Süden, am 24. Februar 1833 erreichten sie Kapstadt in der Kapkolonie. Sie gelangten über Port Elizabeth nach Philippolis, dort erfuhren sie von einer Einladung des Oberhauptes der Basotho, Moshoeshoe I. Von ihm erhielten sie die Erlaubnis, die Missionsstation Morija zu gründen, rund 40 Kilometer südlich von Moshoeshoes Sitz Thaba Bosiu. Die Missionare spielten schon bald eine wichtige Rolle als Ratgeber des morena Moshoeshoe, insbesondere bei Fragen der Landwirtschaftstechnik und des diplomatischen Umgangs mit den Nachbarvölkern. Arbousset unternahm 1836 und 1840 Reisen in die Maloti-Berge, um die Quellen des Oranje und des Malibamatso zu finden. Über diese Reisen verfasst er Berichte, die zu den frühesten schriftlichen Dokumenten über die Basotho gehören. Auf seiner zweiten Reise wurde er von Moshoeshoe begleitet. Seine in den 1830er Jahren vorgenommenen Forschungen zum etwa 1816 gestorbenen morena Mohlomi sind die zuverlässigsten Berichte über diesen „afrikanischen Philosophen“. Dazu hatte er die ehemalige Lieblingsfrau Mohlomis befragt. 
1837 heiratete er Katharina (Catherine) Rogers aus Kapstadt, mit der er neun Kinder hatte. 1848 gründete er in Morija eine Missionsgesellschaft, die den Kontakt mit den übrigen Gebieten der Basotho sicherstellen sollte.
Nach 27 Jahren bei den Basotho kehrte Arbousset 1860 nach Frankreich zurück. Seine Frau ertrank kurz vor Erreichen der englischen Küste bei einer missglückten Rettungsaktion.
Nach dem Tod seiner Frau und einer schweren Krankheit seiner älteren Tochter wollte Arbousset in Menton am Mittelmeer leben, die SMEP forderte ihn jedoch 1863 auf, zusammen mit seinem Schwiegersohn eine Missionsstation in Tahiti zu übernehmen, die aufgrund von Streitigkeiten mit Katholiken und der französischen Verwaltung Hilfe brauchte. Zur Gemeinde gehörte Königin Pomaré IV. Zwei Jahre später kehrte Arbousset endgültig nach Frankreich zurück. Er wünschte sich erneut eine konfliktarme Gemeinde, wurde aber nach Saint-Sauvant (Vienne) abgeordnet, wo Liberale und Evangelische im Streit lagen. 
Thomas Arbousset starb 1877 in Saint-Sauvant.

## Werke
- Relation d’un voyage d’exploration au nord-est de la colonie du Cap de Bonne-Espérance entrepris dans le mois de mars, avril et mai 1836 par MM. T. Arbousset et F. Daumas, missionnaires de la Société des Missions évangéliques de Paris. Arthus-Bertrand, Paris 1842.
- Excursion missionnaire dans les Montagnes bleues; suivie d’une Notice sur les Zoulas.
  - Missionary Excursion into the Blue Mountains: Being an account of King Moshoeshoe’s Expedition from Thaba-Bosiu to the Sources of the Malibamatso River in the Year 1840. Übersetzt und herausgegeben von David Percy Ambrose und Albert Brutsch. 1991.